# Карвілій
Карвілій (Carvilius) — вождь кантіїв в 60-50 роки до н. е. Був одним з чотирьох вождів кантіїв під час другої експедиції Цезаря в Британію в 54 р. до н. е., поряд з Цінгеторіксом (Cingetorix), Сеговаксом (Segovax) і Таксимагулом (Taximagulus). Ці четверо були союзниками вождя катувеллаунів Кассівелауна (Cassivellaunus). Вони напали на римський військово-морський табір в спробі захопити його, в той час коли Кассівелаун був обложений Цезарем в його фортеці на північ від Темзи. Однак атака не вдалася і Кассівелаун був змушений шукати миру з Цезарем.